# 迪基納拉烏帕齊拉
迪基納拉乌帕齐拉是孟加拉国科格拉焦里縣的一个乌帕齐拉，位於吉大港专区的科格拉焦里縣。。

## 人口
據1991年孟加拉國人口普查，迪基納拉共有戶數26,408戶，人口103392人。其中男性佔比51.31%，女性佔比48.69%；成年人口48,319人。該地7歲以上人口之平均識字率為46.2%，高於全國平均值（32.4%）。